# Il buio nell'anima
(Tagline del film)
Il buio nell'anima (The Brave One) è un film del 2007 diretto da Neil Jordan.

## Trama
New York. Erica Bain è una conduttrice radiofonica che, ogni giorno, presenta "Street Walk", un programma in cui, munita di microfono, manda in onda i rumori della città registrati durante le sue passeggiate. Ama il suo lavoro e soprattutto il suo fidanzato infermiere David. Una sera, la sua vita viene sconvolta mentre passeggia a Central Park  assieme a lui e al loro cane, poiché barbaramente aggrediti da un gruppo di balordi: lei finisce in coma, mentre il fidanzato muore a causa delle percosse e il loro cane viene sequestrato dai delinquenti. Con il passare del tempo le ferite del corpo guariscono, mentre quelle psicologiche no. In Erica nasce un forte desiderio di vendetta che la spingerà a volersi far giustizia da sé, interessandosi anche alle ingiustizie capitate ad altre persone.
Dopo essersi procurata una pistola, una sera assiste all'omicidio di una giovane commessa per mano del marito appena scarcerato,  e uccide l'uomo. In seguito, elimina due malviventi che l'avevano minacciata in metropolitana, per poi passare al cliente violento di una prostituta. Passa poi ad un potente uomo d'affari, in realtà un pericoloso trafficante, che aveva assassinato la moglie intenzionata a testimoniare contro di lui. Nel frattempo, mentre inizia ad indagare sull'identità degli assassini del fidanzato, Erica continua a lavorare in radio, senza che nessuno sospetti nulla sulla sua doppia vita. Quando la voce che una specie di "vigilante" che si aggira la notte per eliminare la delinquenza cittadina comincia a spargersi fra la popolazione, il detective Sean Mercer, con il quale nel frattempo ha legato, inizierà ad indagare, mettendosi sulle sue tracce.

## Colonna sonora
La colonna sonora è curata dal compositore Dario Marianelli, con l'aggiunta del brano di Sarah McLachlan Answer.

## Critica
Il film ha ottenuto un discreto successo, specialmente per l'interpretazione di Jodie Foster che, per questo ruolo, è stata candidata al Golden Globe, allo Screen Actors Guild Award e all'Arancio d'oro al Festival di Taormina.

## Riconoscimenti
- 2008 - Golden Globe
  - Candidatura alla miglior attrice in un film drammatico a Jodie Foster
- 2008 - Screen Actors Guild Award
  - Candidatura alla miglior attrice a Jodie Foster
- 2008 - Festival di Taormina
  - Candidatura all'Arancio d'oro alla miglior attrice a Jodie Foster
- 2008 - Deutscher Filmpreis
  - Miglior attrice straniera a Jodie Foster
- 2007 - Alliance of Women Film Journalists
  - Candidatura all'EDA Female Focus Award a Jodie Foster